# Küstenautobahn
Küstenautobahn ist die Bezeichnung für eine Autobahn, die, im engen oder weiteren Sinne, entlang einer Küste verläuft.

## Deutschland
In Deutschland hat sich diese Bezeichnung für folgende Bundesautobahnen etabliert:  
- die Bundesautobahn 20 (Westerstede–Uckermark)[1][2]
- die Bundesautobahn 23 (Heide–Hamburg), auch „Westküstenautobahn“

## Russische Föderation
Außerdem steht der Begriff für den in der russischen Oblast Kaliningrad im Bau befindlichen Primorskoje Kolzo („Küstenring“), der von Kaliningrad aus die Ostseebäder sowie Hafenstädte verbindet und wieder in Kaliningrad endet.